# Katastralgemeinde Eberstein
Die Katastralgemeinde Eberstein ist eine von zehn Katastralgemeinden der Gemeinde Eberstein im Bezirk Sankt Veit an der Glan in Kärnten. Sie hat eine Fläche von 294,91 ha (Stand 31. Dezember 2023).
Die Katastralgemeinde gehört zum Sprengel des Vermessungsamtes Klagenfurt.

## Lage
Die Katastralgemeinde liegt im Osten des Bezirks Sankt Veit an der Glan, im Görtschitztal. Sie grenzt an die Katastralgemeinden Unter St. Paul im Norden, St. Oswald und Mirnig im Nordosten, Kulm und Baumgarten im Osten, St. Walburgen im Süden, Gutschen im Westen und Sittenberg im Nordwesten. Die Katastralgemeinde erstreckt sich über eine Höhenlage von 554 m ü. A. an der Görtschitz im Süden der Katastralgemeinde bis zu 958 m ü. A. im Westen am Gutschenkogel.

## Ortschaften
Auf dem Gebiet der Katastralgemeinde Eberstein liegt die Ortschaft Eberstein und ein Teil der kleinen Ortschaft Kulm.

## Vermessungsamt-Sprengel
Die Katastralgemeinde gehört seit 1. Jänner 1998 zum Sprengel des Vermessungsamtes Klagenfurt. Davor war sie Teil des Sprengels des Vermessungsamtes St. Veit an der Glan.

## Geschichte
Ende des 18. Jahrhunderts wurden die Kärntner Steuergemeinden (später: Katastralgemeinden) gebildet und Steuerbezirken zugeordnet. Die Steuergemeinde Baumgarten wurde Teil des Steuerbezirks Eberstein.
Im Zuge der Reformen nach der Revolution 1848/49 wurden in Kärnten die Steuerbezirke aufgelöst und Ortsgemeinden gebildet, die jeweils das Gebiet einer oder mehrerer Steuergemeinden umfassten. Die Steuer- bzw. Katastralgemeinde Eberstein wurde Teil der Gemeinde Eberstein. Die Größe der Katastralgemeinde wurde 1854 mit 517 Österreichischen Joch und 208 Klaftern (ca. 298 ha, also geringfügig mehr als die heutige Fläche) angegeben; damals lebten 416 Personen auf dem Gebiet der Katastralgemeinde.
Die Katastralgemeinde Eberstein gehörte ab 1850 zum politischen Bezirk Sankt Veit an der Glan und zum Gerichtsbezirk Eberstein. Von 1854 bis 1868 gehörte sie zum Gemischten Bezirk Eberstein. Seit der Reform 1868 ist sie wieder Teil des politischen Bezirks Sankt Veit an der Glan, zunächst als Teil des Gerichtsbezirks Eberstein, seit dessen Auflösung 1978 als Teil des Gerichtsbezirks St. Veit an der Glan.